# نقار خشب برتقالي العنق
نقار خشب برتقالي العنق (الاسم العلمي: Meiglyptes tukki) هو نوع من فصيلة نقار الخشب.